# Erissus spinosissimus
Erissus spinosissimus là một loài nhện trong họ Thomisidae.
Loài này thuộc chi Erissus. Erissus spinosissimus được Cândido Firmino de Mello-Leitão miêu tả năm 1929.